# Kabinet-Wever-Croes II
Het kabinet Wever-Croes II was een kabinet van Aruba, dat werd geïnstalleerd op 20 september 2021. Het kabinet is een coalitie van de politieke partijen Movimiento Electoral di Pueblo (MEP) en RAIZ. Het is het eerste kabinet waarin RAIZ een regeringsdeelname heeft.

## Formatie
Bij de Statenverkiezingen van 25 juni 2021 werd MEP de grootste partij met zetelbehoud. Zij verklaarde bereid te zijn een coalitieregering te vormen met alle partijen uitgezonderd AVP. 
Op 5 juli stelde de Gouverneur Boekhoudt het duo Eddy Werleman, ex-politicus en Tisa Lasorte, voorzitter van de SER Aruba, aan als informateur. Drie dagen later tekenden MEP en RAIZ een bereidwilligheidsverklaring tot formatie van een coalitieregering voor de periode 2021-2025. Op 9 juli werd Evelyn Wever-Croes formateur met de opdracht: een stabiel kabinet te vormen dat het vertrouwen geniet van de Statenfracties van MEP en RAIZ en dat bestaat uit personen die bereid en in staat zijn tot een gezamenlijk beleid te komen dat gericht is op het financieel en sociaaleconomisch herstel van Aruba, in het bijzonder op de verdere invulling en uitvoering van het Landspakket.
Tijdens de formatie werd door de aspirant-coalitiepartners een reeks van meer dan 100 gesprekken gevoerd met stakeholders en belangenorganisaties. Op 19 augustus werd het "regeerakkoord van San Nicolas" tussen MEP en RAIZ getekend. Op 9 september leverde de formateur het eindverslag van de formatie in en maakte zij de portefeuilleverdeling bekend.

## Samenstelling
Het tweede kabinet Wever-Croes bestaat uit acht (8) ministers; de MEP levert zes en RAIZ twee. Vier ministers uit het vorige kabinet bleven aan: Evelyn Wever-Croes, Xiomara Maduro, Dangui Oduber en Glenbert Croes. Als gevolg van herverdeling wijkt bij alle ministers de clustering van portefeuilles af van die van voorgaande kabinetten. 

### Bewindspersonen
| Ambtsbekleder | Ambtsbekleder       | Ambtsbekleder                        | Minister                   | Ministerie                                                                                   | Termijn                           | Partij | Opm. |
| ------------- | ------------------- | ------------------------------------ | -------------------------- | -------------------------------------------------------------------------------------------- | --------------------------------- | ------ | ---- |
|               | Evelyn Wever-Croes  | mr. E.C. (Evelyn) Wever-Croes (1966) | Premier / Minister         | - Algemene Zaken - Overheidsorganisatie - Innovatie - Infrastructuur en Ruimtelijke Ordening | 20 september 2021 - 27 maart 2025 | MEP    |      |
|               | Ursell Arends       | U.M. (Ursell) Arends                 | Vicepremier / Minister     | - Transport - Integriteit - Natuur - Ouderenzorg                                             | 20 september 2021 - 27 maart 2025 | RAIZ   |      |
|               | Xiomara Maduro      | mr. X.J. (Xiomara) Maduro (1974)     | 2de Vicepremier / Minister | - Financiën - Cultuur                                                                        | 20 september 2021 - 27 maart 2025 | MEP    |      |
|               | Rocco Tjon          | R.G. (Rocco) Tjon, MBA               | Minister                   | - Justitie - Sociale Zaken                                                                   | 20 september 2021 - 27 maart 2025 | MEP    |      |
|               | Danguillaume Oduber | D.P. (Dangui) Oduber, B.Ec. (1978)   | Minister                   | - Toerisme - Volksgezondheid                                                                 | 20 september 2021 - 27 maart 2025 | MEP    |      |
|               | Geoffrey Wever      | mr. G.R. (Geoffrey) Wever (1980)     | Minister                   | - Economische Zaken - Duurzame Ontwikkeling - Communicatie                                   | 20 september 2021 - 27 maart 2025 | RAIZ   |      |
|               | Endy Croes          | E.J.H. (Endy) Croes                  | Minister                   | - Onderwijs - Sport                                                                          | 20 september 2021 - 27 maart 2025 | MEP    |      |
|               | Glenbert Croes      | G.F. (Glenbert) Croes (1966)         | Minister                   | - Arbeid - Integratie - Energie                                                              | 20 september 2021 - 27 maart 2025 | MEP    |      |

### Overige posten
Een gevolmachtigd minister van Aruba is een Arubaanse belangenbehartiger met standplaats buiten Aruba. De post is geen officiële kabinetsfunctie, maar valt onder het Ministerie van Algemene Zaken. De gevolmachtigd minister van Aruba in Nederland is tevens lid van de Rijksministerraad. 
| Ambtsbekleder | Ambtsbekleder                   | Gevolmachtigd minister                                      | Ministerie     | Termijn                           | Partij | Opm.                                         |
| ------------- | ------------------------------- | ----------------------------------------------------------- | -------------- | --------------------------------- | ------ | -------------------------------------------- |
|               | G.F. (Guillfred) Besaril (1974) | Gevolmachtigd minister in Den Haag en lid rijksministerraad | Algemene Zaken | 21 september 2021 - juni 2022     | MEP    | ontslag ingediend                            |
|               | J.E. (Juan) Thijsen (1958)      | Gevolmachtigd minister in Den Haag en lid rijksministerraad | Algemene Zaken | 13 oktober 2022 - heden           | MEP    | tevens vertegenwoordiger van Aruba bij de EU |
|               | J.E. (Juan) Thijsen (1958)      | Plv. gevolmachtigd minister in Den Haag                     | Algemene Zaken | 1 februari 2022 - 13 oktober 2022 | MEP    | tevens vertegenwoordiger van Aruba bij de EU |
|               | Joselin Croes                   | Directeur Kabinet Gevolmachtigd Minister in Den Haag        | Algemene Zaken | 1 december 2023 - heden           |        |                                              |
|               | Joselin Croes                   | Gevolmachtigd minister in Washington D.C.                   | Algemene Zaken | 21 september 2021 - augustus 2023 |        |                                              |
|               | Zulema Dabian-Erasmus           | Gevolmachtigd minister in Washington D.C.                   | Algemene Zaken | december 2023 - heden             |        |                                              |